# Johann Conrad Warnecke
Johann Conrad Warnecke (* 18. März 1817 in Hamburg; † 11. April 1893 ebenda) war ein Hamburger Kaufmann und Abgeordneter.

## Leben

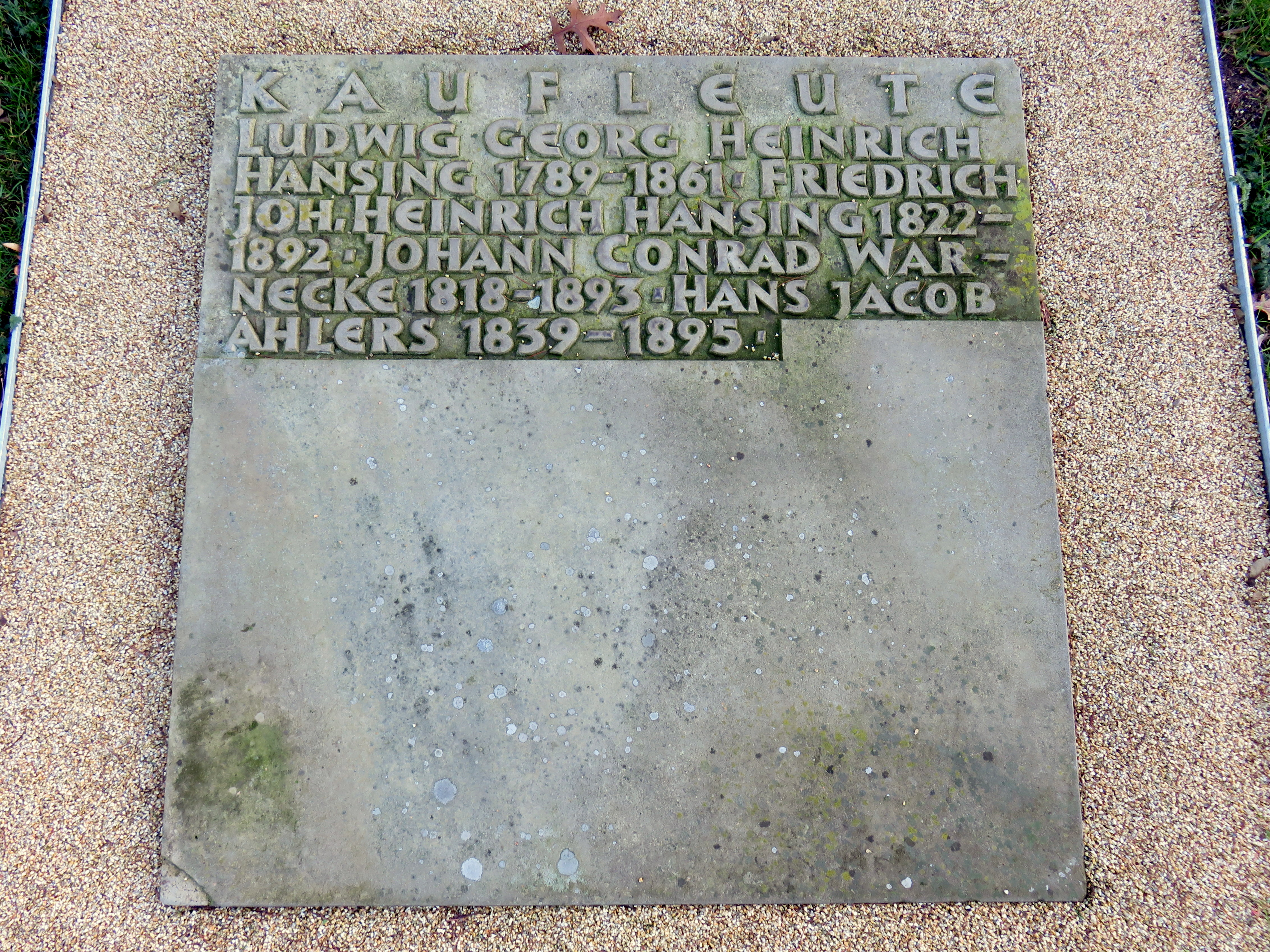
„Johann Conrad Warnecke 1818-1893“,
Sammelgrab Kaufleute (II e),
Friedhof Ohlsdorf

Warnecke begann 1832 eine vierjährige Lehrzeit im Handelshaus Wachsmuth & Krogmann, 1837 trat er in die väterliche Firma ein. Im folgenden Jahr machte er ein einjähriges Volontariat bei der Firma John Richmond in London, die vor allem mit Indigo handelte. Das folgende Jahr arbeitete er vor allem in Le Havre. 1840 trat er erneut in die väterliche Firma Conrad Warnecke ein, eine Firma, die vorwiegend mit Tran, Stockfisch und Heringen handelte. 1845 wurde er Teilhaber und nach dem Tod seines Vaters 1866 alleiniger Inhaber. Er baute die Firma zu einer Großhandelsfirma aus, die sich dann auch an dem beginnenden Petroleum-Handel beteiligte.
Von 1861 an gehörte Warnecke der Commerzdeputation an, die er 1867 als Präses leitete. Von 1868 bis 1870 fungierte er als Handelsrichter, er war außerdem 1870 und 1871 nicht rechtsgelehrtes Mitglied des Obergerichtes. Warnecke gehörte von 1859 bis 1871 und von 1878 bis 1883 der Hamburgischen Bürgerschaft an. Von 1871 bis zu seinem Tod war er Oberalter im Kirchspiel Sankt Jacobi und 1892 auch Präses des Kollegiums der Oberalten.
An Johann Conrad Warnecke wird auf der Sammelgrabplatte Kaufleute (II e) des Althamburgischen Gedächtnisfriedhofs, Friedhof Ohlsdorf, erinnert.